# Eike von der Linden
Eike von der Linden (* 7. Juli 1941 in Clausthal-Zellerfeld) ist ein international tätiger deutscher Bergbauingenieur, Berater und Buchautor.

## Biografie
Der Sohn einer in der siebten Generation tätigen Bergmannsfamilie studierte Bergbau an der Bergakademie/TU Clausthal. Als Mitglied des Corps Borussia war er ein Vorortsprecher des Weinheimer Senioren-Convents. Er absolvierte eine Referendarausbildung zum Bergassessor am Oberbergamt in München mit begleitendem wirtschaftswissenschaftlichen Aufbaustudium an der TU München. Es schloss sich die Tätigkeit als wissenschaftlicher Mitarbeiter mit Promotion an der TU Clausthal an. 13 Jahre lang war er als leitender Angestellter in verschiedenen Funktionen bei der Metallgesellschaft AG und deren Tochtergesellschaft Lurgi tätig.
Seit 1985 ist er weltweit tätig als unabhängiger Berater für Banken und für internationale Gesellschaften im Rohstoffsektor mit der Bewertung von mehr als 400 Rohstoffprojekten, für etwa 100 Projekte mit erfolgreicher Finanzierung. In den letzten 25 Jahren wurde er in über 10 zeitweilige Mandate in Aufsichtsräten und Boards berufen.
In Deutschland versah er im Auftrag des BMFT die Aufgabe eines Koordinators für das Kontinentale Tiefbohrprogramm der Bundesrepublik (KTB) und nach der Wende die Erfassung geo- und montanwissenschaftlicher Einrichtungen der DDR, die mit seiner aktiven Rolle zum Bau des GeoForschungsZentrums Potsdam (GFZ) führte. Von 2004 bis 2010 war er zum Vorsitzenden des Kuratoriums der GeoUnion Alfred-Wegener-Stiftung berufen, der Dachorganisation der deutschen geowissenschaftlichen Forschungseinrichtungen und Fachgesellschaften. Branchenübergreifend war u. a. seine Berufung als erster Aufsichtsrats-Vorsitzender des deutschen FinTechs 360 Treasury Systems AG, einer Tochter der Deutsche Börse AG, sowie als Aufsichtsrats-Mitglied einer Wirtschaftsprüfer-AG.
Neben seiner Erwerbstätigkeit widmete von der Linden sich der Forschung und Lehre. Von Mitte der 1970er bis Ende der 1980er Jahre war er langjähriger Vorsitzender des Rohstoffausschusses der Gesellschaft Deutscher Metallhütten- und Bergleute (GDMB). Von 2004 bis 2014 war er Lehrbeauftragter an der TU Clausthal im Fach „Mining and Financial Engineering“.
Schließlich betätigt er sich als Autor von Reisegeschichten und schildert erlebte unterhaltsame Episoden von seinen Reisen in etwa 100 Länder der Erde. Er publizierte über 40 wissenschaftliche Veröffentlichungen in Fachzeitschriften und Beiträge in Fachbüchern.

## Publikationen (Auswahl)
- Die Flussspatversorgung der Bundesrepublik Deutschland. Entwicklung von Nachfrage und Angebot im Rahmen der Welt-Flussspatwirtschaft. Verlag Glückauf, Essen 1971, ISBN 3-7739-0090-2.
- Ein bisschen wie Humboldt. Abenteuerliche Weltreisen eines Bergmanns im ausgehenden 20. Jahrhundert. GDMB Verlag, Clausthal-Zellerfeld 2015, ISBN 978-3-940276-60-5.